# Vol SATA 730
Le 18 décembre 1977, la Sud-Aviation SE 210 Caravelle effectuant le vol SATA 730  s'est écrasée lors de sa procédure d'approche vers l'aéroport de Funchal, à Madère, causant la mort de 36 des 57 personnes présentes à bord.
Il s'agit alors du deuxième accident aérien mortel survenu en un mois à Funchal, après celui du vol TAP 425 qui avait causé la mort de 131 personnes.

## Avion et équipage
L'appareil impliqué était une Sud Aviation SE-210 Caravelle 10R de la compagnie SATA Genève (SATA), immatriculée HB-ICK (numéro de série 200) et construite en 1965. Elle cumule 21 134 heures de vol et 12 767 cycles (décollage/atterrissage) au moment de l'accident. Cet avion de ligne court/moyen-courrier était propulsé par deux turboréacteurs à double flux Pratt & Whitney JT8D-7.
L'équipage de ce vol était composé de deux commandants de bord. Le premier commandant de bord, alors pilote en fonction, n'avait jamais atterri à Funchal auparavant et était alors formé pour opérer sur cet aéroport, notoirement connu pour rendre les atterrissages difficiles, par l'autre commandant de bord, plus expérimenté, qui agissait en tant que copilote. L'entraînement devait avoir lieu de jour, mais en raison d'un retard, l'avion a atteint sa destination après la tombée de la nuit.

## Déroulement du vol
Ce vol charter a d'abord décollé de Zurich et a effectué sa première escale à l'aéroport international de Genève à 14h30 UTC. À Genève, le départ de l'avion vers Funchal a été retardé en raison d'une panne au niveau d'une pompe hydraulique, et il a finalement décollé à 16h26.
À 19h38, l'équipage a contacté la tour de contrôle de Madère alors qu'il se trouvait au point de report ROSE à 33 000 pieds (10 000 m) et a été autorisé à descendre à 5 000 pieds (1 500 m). À 19h55, l'équipage a signalé avoir survolé l'île de Porto Santo à 8 500 pieds (2 600 m) et a reçu pour instruction de poursuivre sa descente jusqu'à 5 000 pieds, puis de contacter le contrôle d'approche de l'aéroport.
À 19 h 57, le contrôle d'approche a autorisé l'équipage à descendre à 3 500 pieds (1 100 m) et l'a informé que le QNH était de 1 014 hectopascal (hpa). Après avoir été autorisé à effectuer l'approche, l'équipage est descendu en dessous des 720 pieds (220 m) autorisés lors de cette approche indirecte, même s'il avait perdu le visuel sur la piste. L'avion avait son train d'atterrissage sorti et les volets étaient déployés à 20° lorsqu'il s'est écrasé dans l'eau, à 4 km au sud-sud-est de l'aéroport, peu après avoir effectué le virage pour l'étape de base.
Trente-cinq passagers et une hôtesse ont perdu la vie, dont beaucoup sont restés coincés à l'intérieur du fuselage en train de couler. Les autres passagers et membres d'équipage, y compris les deux pilotes, ont été secourus par des pêcheurs locaux et des équipes de secours, ou ont nagé jusqu'au rivage voisin.

## Enquête et causes de l'accident
L'enquête a révélé que l'accident du vol 730 est dû au fait que l'avion volait en dessous du plan de descente requis lors de l'approche, ce qui pourrait être dû à un manque de coordination entre les pilotes et à une illusion sensorielle de la part de l'équipage, alors qu'il était préoccupé par la recherche de références visuelles extérieures.

### Découverte de l'épave
En octobre 2011, l'épave de la Caravelle accidenté a été retrouvée par une équipe de plongeurs portugais à 110 m de profondeur. L'analyse de l'épave a démontré que l'avion aurait été divisé en deux tronçons distincts lors de l'impact avec la mer.